# Det sanna livet
Det sanna livet (franska originalets titel: La vraie vie) är en essäsamling från 2016 av den franske marxistiske filosofen Alain Badiou. Han vänder sig till dagens ungdom och varnar för att kapitalism och konsumism korrumperar den personliga utvecklingen och endast erbjuder en falsk frihet. Badiou hänvisar till Platons grottliknelse och hävdar att dagens ungdom är fjättrad vid en verklighet som delvis är falsk. Filosofens uppgift innebär att identifiera denna falskhet, att formulera sanningens innebörd och delta i den politiska kampen för frigörelse och sanning.